# Bomarzo
Bomarzo település Olaszországban, Viterbo megyében. Lakosainak száma 1674 fő (2023. január 1.). Bomarzo Attigliano, Bassano in Teverina, Graffignano, Soriano nel Cimino, Vitorchiano, Giove és Viterbo községekkel határos.

## Népesség
A település népessége az elmúlt években az alábbi módon változott:
| Lakosok száma | 1799 | 1810 | 1674 |
|               | 2017 | 2018 | 2023 |